# Louis Hildebrand
Louis Hildebrand (nacido como Lloyd Hildebrand, 25 de diciembre de 1870-1 de abril de 1924) fue un deportista británico, nacionalizado francés, que compitió en ciclismo en la modalidad de pista.
Participó en los Juegos Olímpicos de París 1900, obteniendo una medalla de plata en la prueba de 25 km. Ganó una medalla de bronce en el Campeonato Mundial de Ciclismo en Pista de 1900.

## Medallero internacional
| Representando al Reino Unido |                 |                   |                 |
| Juegos Olímpicos             |                 |                   |                 |
| Año                          | Lugar           | Medalla           | Competición     |
| 1900                         | París (Francia) | Medalla de plata  | 25 km           |
| Campeonato Mundial           |                 |                   |                 |
| Año                          | Lugar           | Medalla           | Competición     |
| 1900                         | París (Francia) | Medalla de bronce | Medio fondo (A) |